# Enrique de Malaca
Enrique de Malaca también conocido como Enrique el Negro (nacido ca. 1495), fue un intérprete, esclavo de Fernando de Magallanes. Fue comprado en Malaca (Malasia) en 1511.
El canal History ha especulado que fuese filipino, y afirma que algunos historiadores consideran posible que cuando Enrique llegó a Filipinas en 1521, se convirtió en la primera persona en dar la vuelta al mundo, y regresar a su punto de partida, antes de que lo consiguiese Juan Sebastián Elcano, regresando a España en 1522. Sin embargo, no hay fuentes que confirmen esta conjetura.

## Biografía

### Origen
Magallanes compró a Enrique en Malaca en 1511. Magallanes afirma en su testamento que Enrique era de Malaca y afirma que tenía 26 años o menos. En sus últimas voluntades le daba su libertad y 10 000 maravedís. Antonio Pigafetta y Francisco López de Gómara dijeron que nació en Sumatra (Indonesia).
El novelista malayo Harun Aminurashid lo considera natural de Malasia y lo llama Panglima Awang en sus novelas históricas.
En 1995 el escritor filipino Carlos Quirino especuló que Enrique había nacido en Cebú, Filipinas, basándose en que conocía el idioma de ese territorio. Su hijo, Richie Quirino, añadió a la historia en 2003 que Magallanes había ocultado el origen de su esclavo para ser el primero en dar la vuelta al mundo.
El historiador Antonio S. Aranaeta dice que Enrique era filipino y dio la primera vuelta al mundo basándose en que Tomé Pires informó en 1513 que había una colonia filipina en Malaca.
El filipino Instituto Asiático de Estudios Marítimos tiene un museo con una estatua de Enrique con una esfera en la mano.
Duarte Barbosa menciona que existía una comunidad de comerciantes, trabajadores y mercenarios filipinos en la época en que Magallanes adquirió a Enrique. Siendo poco probable que los nativos musulmanes malayos vendiesen un esclavo de su propia religión a un cristiano, se estima más probable que Enrique proviniese de la colonia filipina. El historiador Laurence Bergreen registra el bautismo de Enrique en 1511, el año de su captura.
Enrique acompañó a Magallanes a su regreso a Europa, en lo que constituiría la primera parte de su hipotética vuelta al mundo.

### El viaje
Cuando Magallanes partió en 1519 con el encargo de la Corona española de buscar un paso para franquear el Nuevo Mundo y alcanzar las Molucas por la ruta occidental, llevó consigo a Enrique. Según las crónicas de Pigafetta, al llegar a las islas de Samar y Cebú, en las Filipinas, Enrique no pudo comunicarse con los locales. Al aproximarse a otra isla, una pequeña embarcación se acercó a las naves españolas. Desalentado por sus fracasos anteriores, Enrique no pensó que lo entenderían. Para su sorpresa, su saludo en dialecto malayo encontró respuesta.
Los tripulantes de la pequeña embarcación se negaron a subir al barco de Magallanes, pero al descender estos en la segunda isla, que recibió el nombre de Mazzaua, Enrique comprobó que podía comunicarse fluidamente con ellos.

### Muerte de Magallanes
El 27 de abril de 1521 murió Magallanes en combate con los nativos dirigidos por Lapu-Lapu en la batalla de Mactán, en las Filipinas. Duarte Barbosa pasó a ser capitán general y capitán de la nao Trinidad. Magallanes había dispuesto la manumisión de Enrique a su muerte. Sin embargo, Duarte Barbosa se negó a concedérsela.
Enrique de Malaca se empezó a comportar de manera ociosa y Barbosa le llamó "perro" y dijo que no era libre, sino que pasaría a estar a cargo de la esposa de Magallanes. También le dijo que le haría azotar si no bajaba a tierra a hacer tareas. Según Pigafetta, Enrique fue a hablar con el rey de Cebú y le propuso matar a los europeos para arrebatarles sus naves y pertenencias. Luego, regresó a la armada y actuó de modo más laborioso que nunca. Según Ginés de Mafra, no fue Enrique el que instigó al rey de Cebú contra los españoles sino Lapu-Lapu.
El 1 de mayo de 1521 el rey de Cebú, Humabón, invitó a los expedicionarios a un banquete. Mientras estaban en la comida aparecieron guerreros nativos que pasaron a cuchillo a muchos. Los marineros hicieron luego una lista con 27 hombres que habían perdido en el acto, entre los que se contaban Barbosa y Enrique. No obstante, pensaron que tal vez no todos los desaparecidos estaban muertos.